# Шамбона
Шамбона (фр. Chambonas) је насељено место у Француској у региону Рона-Алпи, у департману Ардеш.
По подацима из 2011. године у општини је живело 643 становника, а густина насељености је износила 53,23 становника/km².

## Демографија
| 1962. | 1968. | 1975. | 1982. | 1990. | 2011. |
| ----- | ----- | ----- | ----- | ----- | ----- |
| 605   | 605   | 566   | 520   | 552   | 643   |